# Peter Pan nei Giardini di Kensington
Peter Pan nei Giardini di Kensington (Peter Pan in Kensington Gardens) è un romanzo di J. M. Barrie pubblicato nel 1906.
Il libro raccoglie i capitoli de L'uccellino bianco nei quali Barrie accenna la figura di Peter Pan. Il Peter Pan di questi due libri è un neonato di appena sette giorni, mentre quello delle successive opere è un bambino preadolescente.
L'uccellino bianco è un romanzo che descrive il rapporto di amicizia tra un Barrie scapolo e David, il figlio di una sua vicina, e dei loro spensierati giochi ai Giardini di Kensington. Peter Pan non era che un personaggio minore, ma pur sempre di rilievo rispetto ad altri come ad esempio Mab la regina delle fate o il corvo Salomon.
Due anni dopo andò per la prima volta in scena Peter Pan, il bambino che non voleva crescere, opera teatrale da cui poi sarebbe stato tratto il romanzo Peter e Wendy, di certo il maggior successo di Barrie. La popolarità del personaggio del bambino che non voleva crescere fu tale che l'autore si decise a ripubblicare, come opera editoriale autonoma e con un titolo diverso, i capitoli de L'uccellino bianco in cui questi compariva.
Peter Pan nei Giardini di Kensington è sostanzialmente identica ai capitoli dal 13 al 18 del primo libro.
Viene raccontato l'arrivo di Peter ai Giardini e di come impara a volare. Viene descritta una visita a sua madre, in cui egli osserva da una finestra che questa ha avuto un altro figlio che l'ha rimpiazzato: per tal motivo Peter decide di non tornare più nel mondo degli adulti.
Il romanzo però non accenna come Peter sia arrivato sull'Isola che non c'è.

## Trama

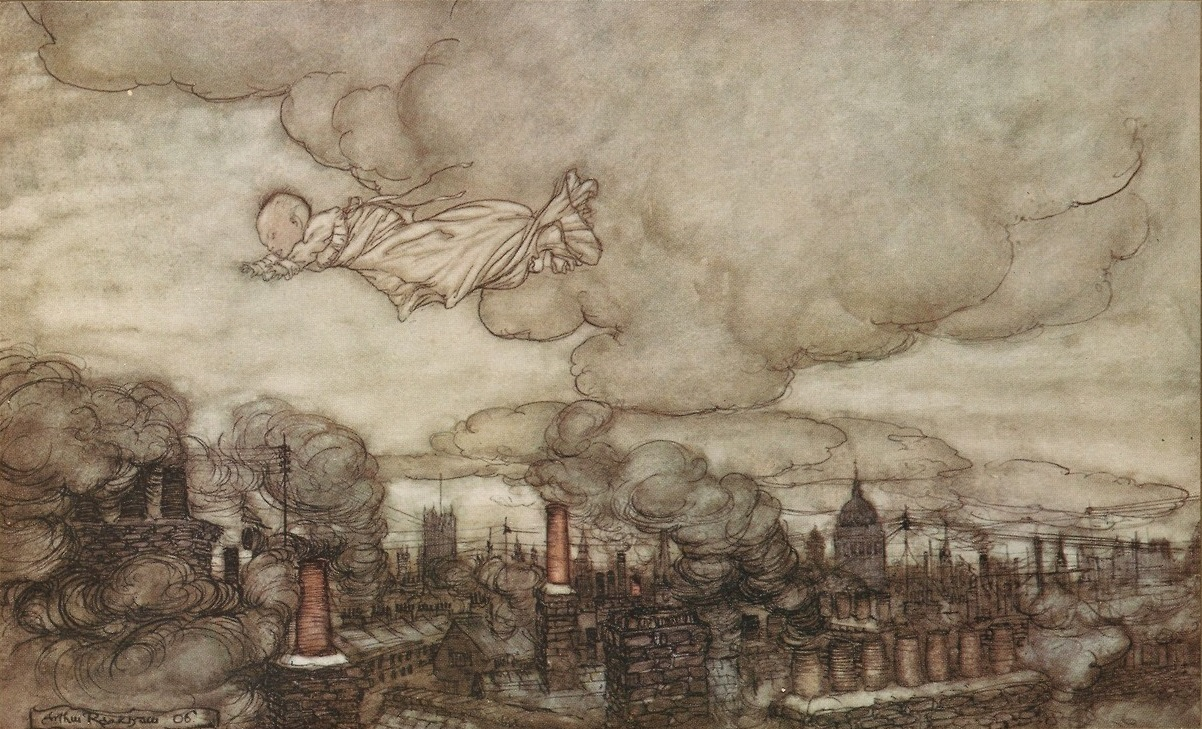
Illustrazione di Arthur Rackham di Peter che vola via di casa.

Nei Giardini di Kensington, al centro del lago Serpentine, si trova un'Isola dove vivono tutti i volatili di Londra, capeggiati dal saggio corvo Salomone Cra; a lui le donne desiderose di diventare madri indirizzano lettere supplichevoli, chiedendogli di mandar loro un figlio; Salomone comanda allora a fringuelli, tordi e passeri di volare verso le loro case, perché diventino bambini. Tra di loro c'è Peter: a sette giorni di vita, come tutti i neonati è per metà un uccello e per metà essere umano; per questo, quando sua madre lascia inavvertitamente una finestra aperta, lui vola via e torna ai Giardini di Kensington. Qui Salomone gli spiega che, a causa della sua fuga, non è più né un uccello né un bambino, ma un mezzo-mezzo: avendo perso la facoltà di volare e non essendo neanche in grado di nuotare, dovrà rimanere per sempre sull'isola. Peter viene così adottato dagli uccelli, che costruiranno per lui un nido gigantesco che da usare come barchetta per raggiungere i Giardini e conoscere gli esseri magici che li abitano.

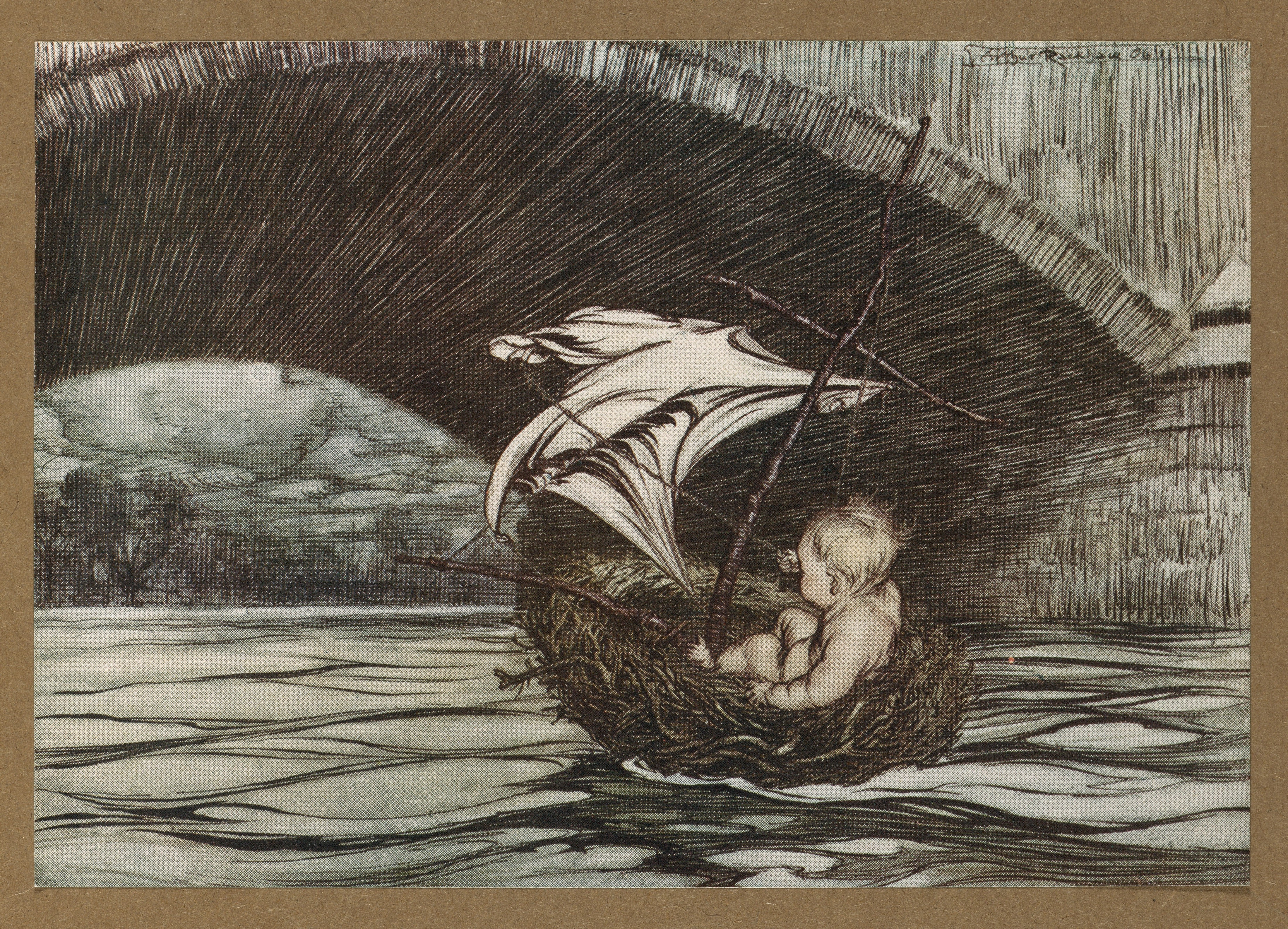
Illustrazione di Arthur Rackham di Peter su di un nido di uccello, mentre attraversa il lago della Serpentina.

Peter diventa amico delle fate e dei fiori parlanti dei Giardini. Anche da loro Peter impara tante cose, ma nessuno è in grado di spiegargli nulla sulla vita dei bambini che di giorno frequentano il parco: per esempio, un cerchio trovato per terra viene da lui utilizzato come barca nella fontana; pensa che i passeggini siano animali, e non sa cosa sia un bacio.
Peter impara a suonare il Flauto di Pan guadagnandosi il soprannome di Pan; le fate gli permettono di suonarlo durante le loro feste notturne. Deliziata dal suo suono, Mab, la regina delle fate, gli concede di esaudire due desideri: il bambino non ha mai dimenticato sua madre, così come primo desiderio chiede di poter rivedere sua madre. Mab gli concede dunque di volare verso casa, dove trova sua madre addormentata: vedendo quanto è triste, Peter si sente in colpa, e decide che il suo secondo desiderio sarà di tornare da lei per sempre.
Le fate decidono di salutare il loro amico con una festa d'addio, così bella che la sera dopo ne viene fatta un'altra, poi un'altra ancora e così via per molte notti. Quando finalmente il bambino si decide a tornare a casa, ha un'amara sorpresa: senza che lui se ne accorgesse è passato tantissimo tempo, durante il quale sua madre ha dato alla luce un altro bambino. La finestra, un tempo lasciata sempre aperta perché Peter potesse tornare, è ora sbarrata con spranghe di ferro, perché l'altro bambino non voli via come lui. Col cuore in pezzi Peter torna, stavolta definitivamente, ai Giardini di Kensington.
Tempo dopo Peter diventa amico di Maimie Mannering, una bambina che si è persa nei Giardini; la bambina lo istruirà finalmente su come giochino i bambini, e Peter le chiederà addirittura di sposarla. Maimie però si rende conto che rimanere nei Giardini significherebbe abbandonare per sempre sua madre; la bambina riesce a tornare a casa, ma non dimenticherà mai Peter e da grande gli regalerà una capretta immaginaria perché Peter non rimanga mai solo. Peter diventerà lo spirito benevolo dei Giardini di Kensington, e si assumerà il compito di seppellire i bambini che vi si perdono scavando per loro piccole tombe.

## Ambientazione

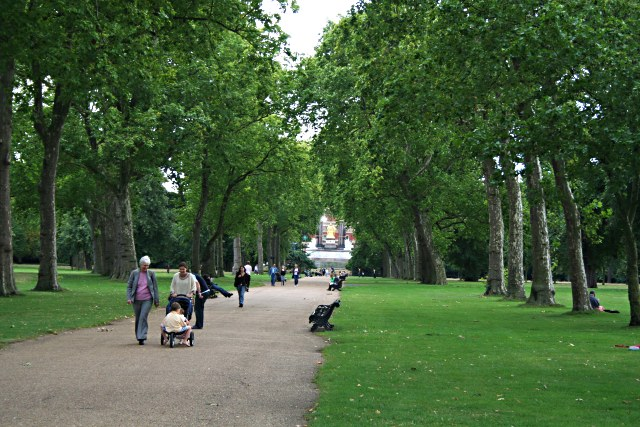
Kensington Gardens.

La storia si svolge nei Giardini di Kensington, uno dei Parchi Reali di Londra, riprodotti abbastanza fedelmente da Barrie, che tuttavia conferisce al luogo una connotazione magica. Dopo la chiusura dei cancelli infatti, le fate e le altre creature che abitano il parco possono muoversi liberamente, mentre durante il giorno si nascondono dalle persone ordinarie. Barrie riprende in tal senso una tradizione letteraria inaugurata con la poesia di Thomas Tickell intitolata Kensington Gardens (1722).
Barrie descrive le tombe di due bambini che sarebbero morti nel parco, Phoebe Phelps (la cui lapide riporta "13a P.P. 1841") e Walter Stephen Matthews ("W. St. M."). Le due lapidi esistono davvero, ma si tratta di cippi che marcano il confine tra le aree di amministrazione locale di Westminster St Margaret (W.St. M) e quella di Paddington, detta anche Parish of Paddington (P.P.).

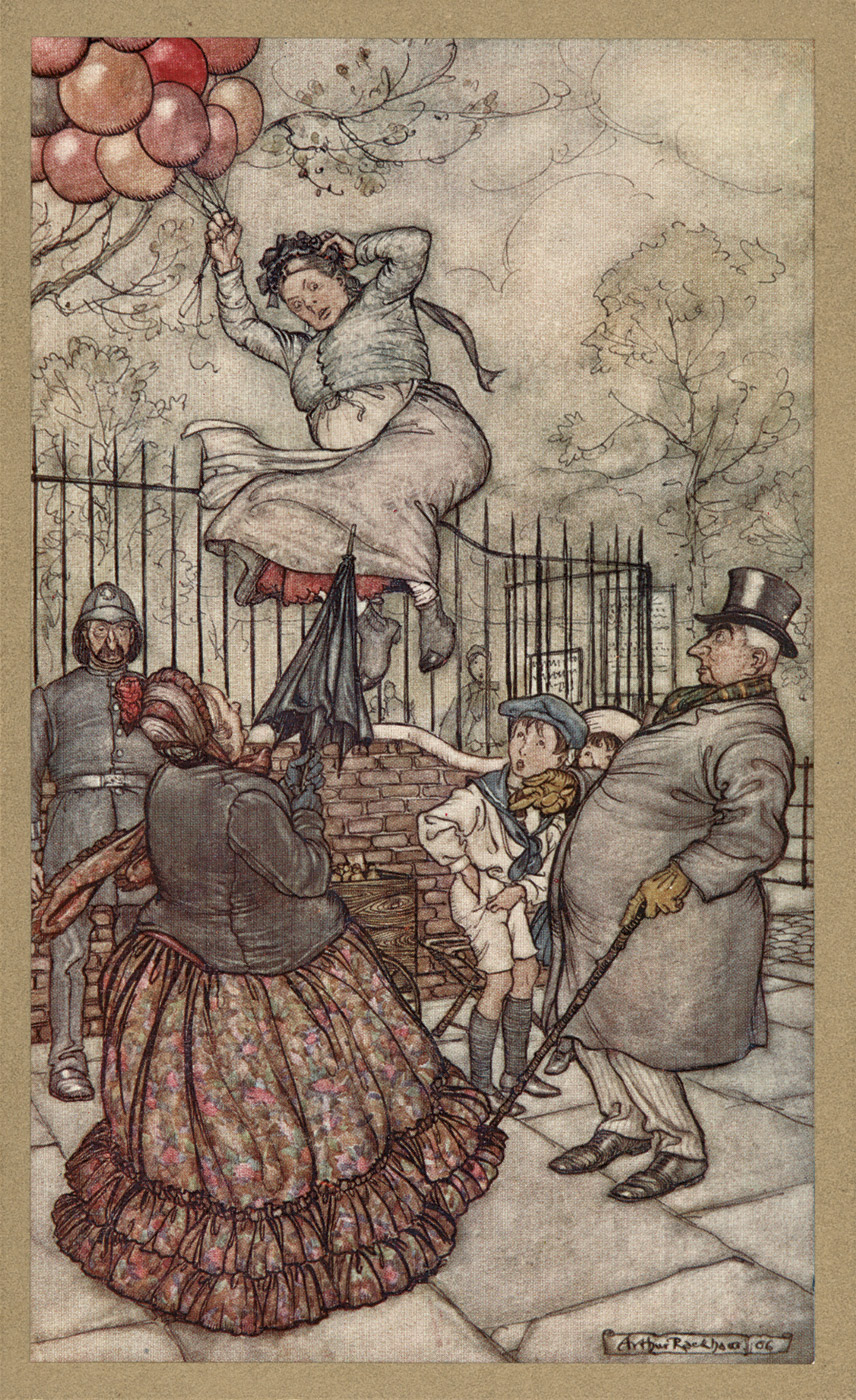
Cancello di Miss Mabel Gray, dove si incontrano il viale dei fiori e viale grande.
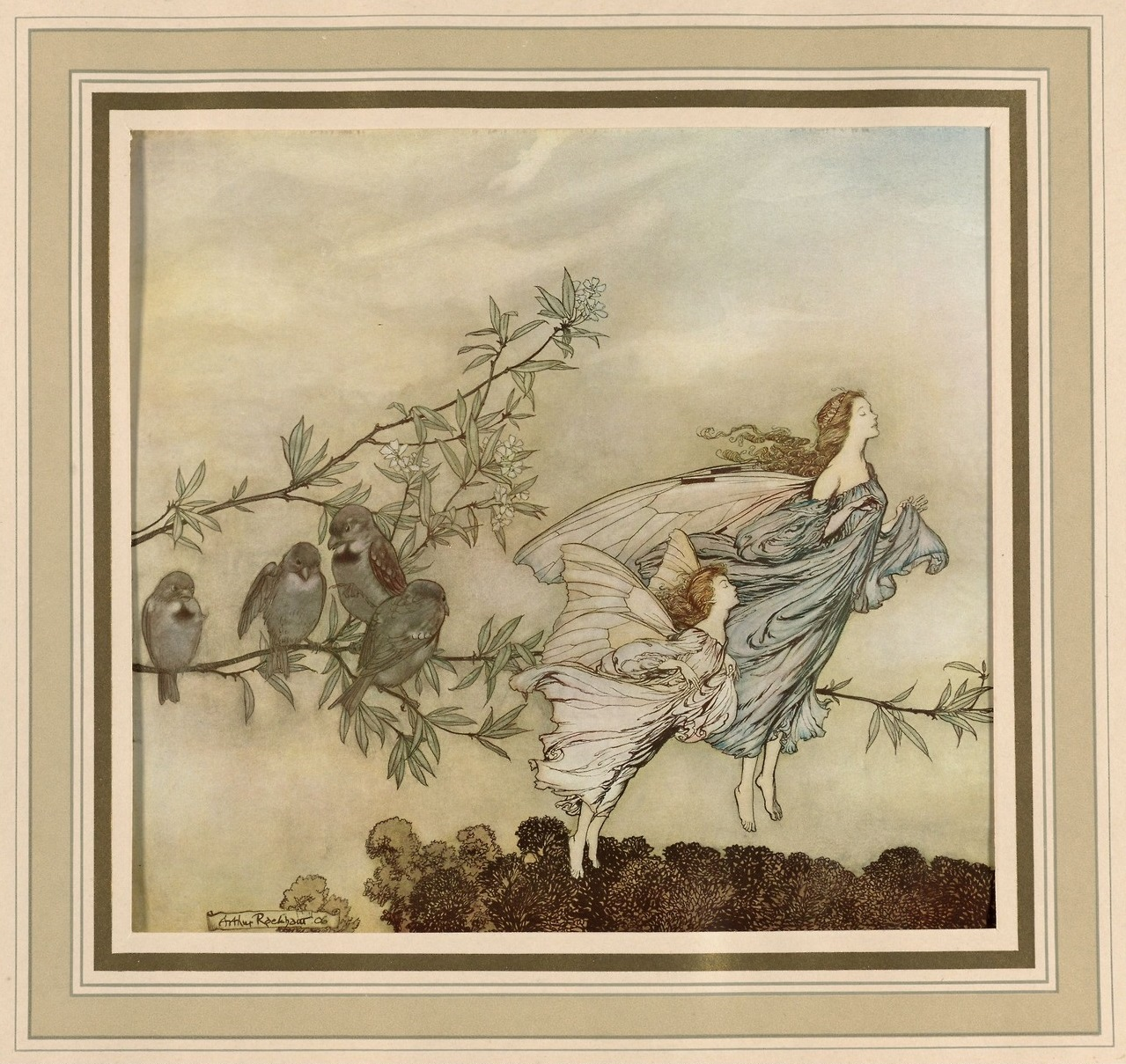
La notte i giardini di Kensington si popolano di creature fatate.
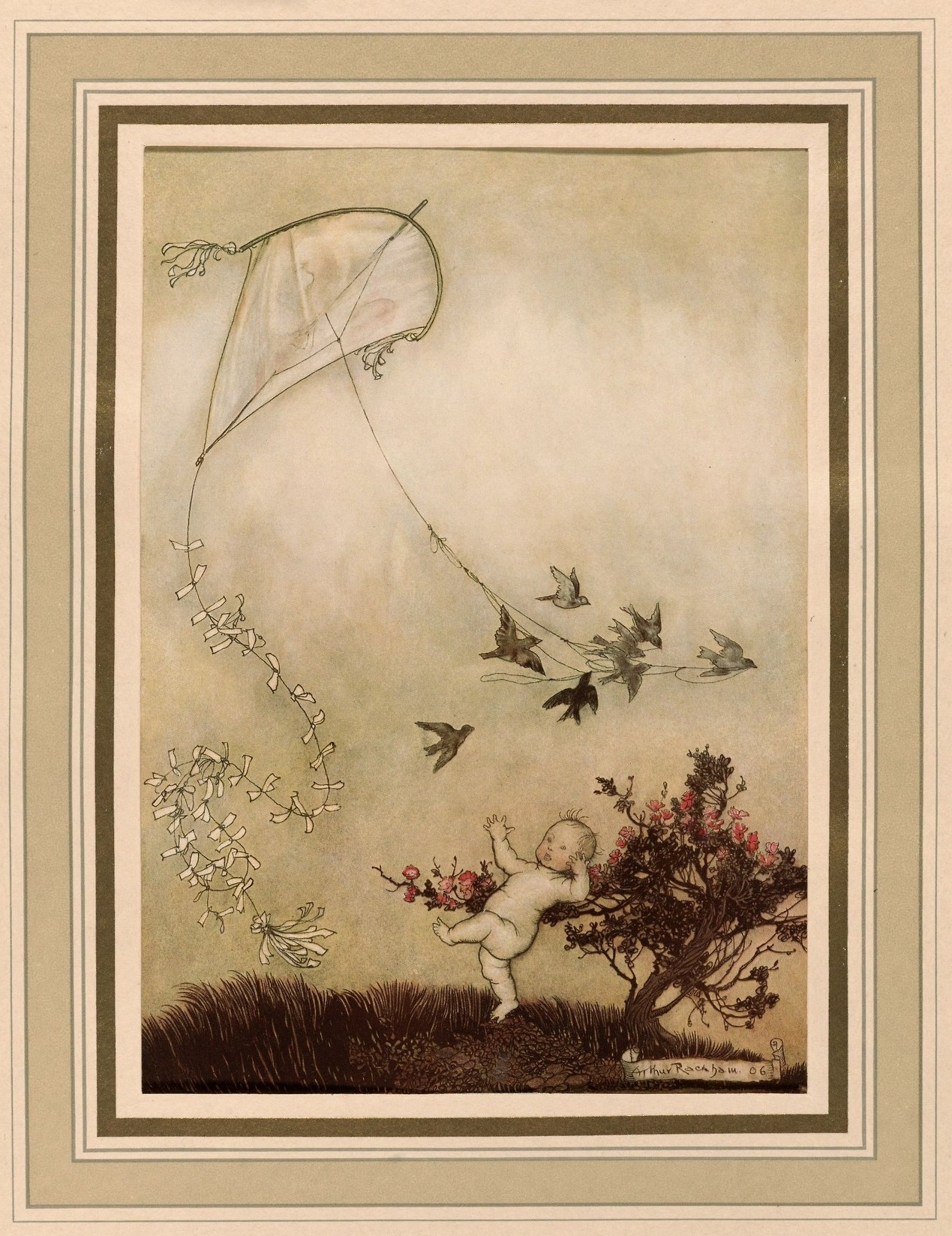
Peter tenta di volare via dall'Isola degli Uccelli. Un'isola che sta realmente al centro della Serpentine.
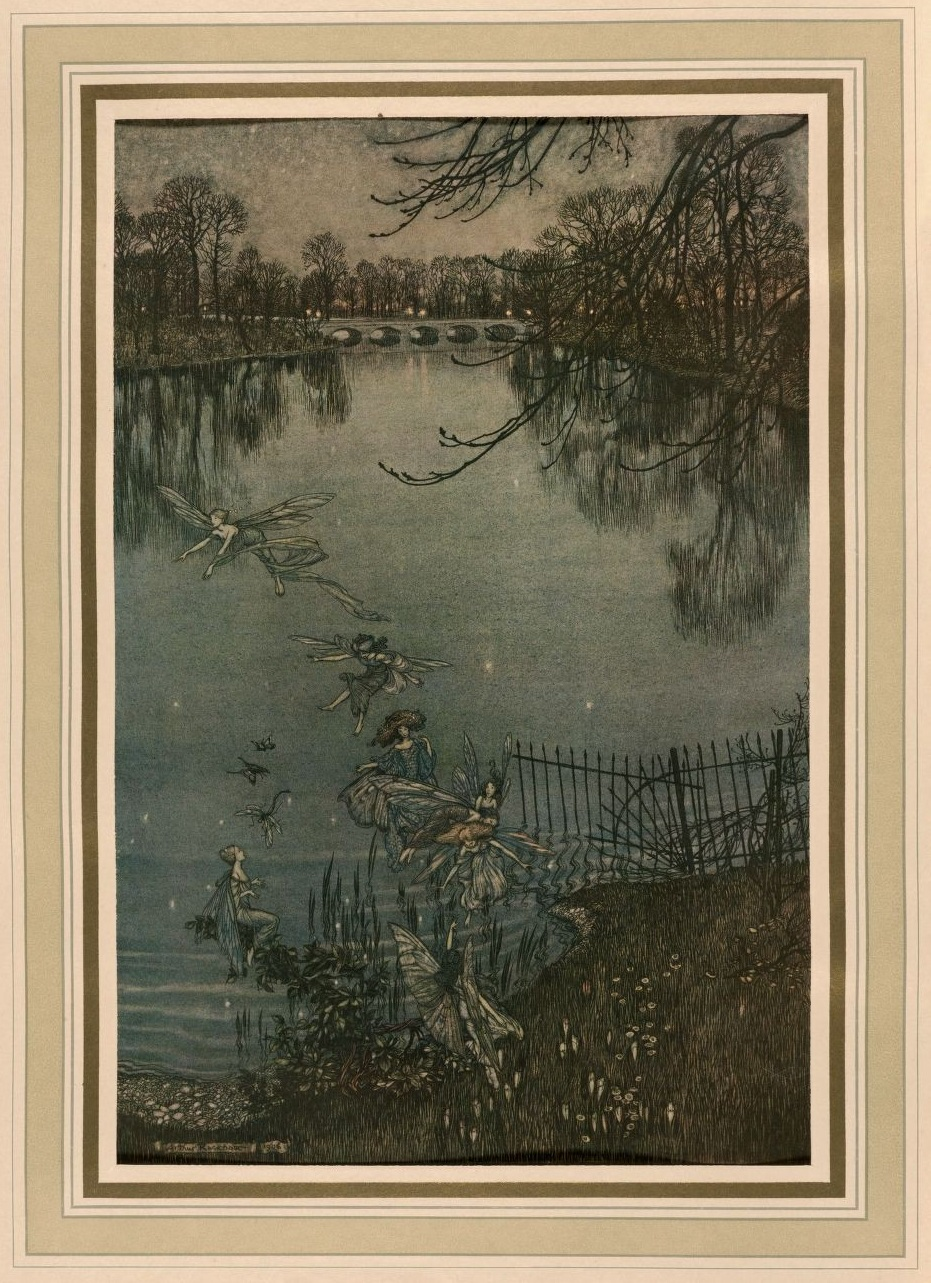
Vista notturna del lago Serpentine.

## Temi

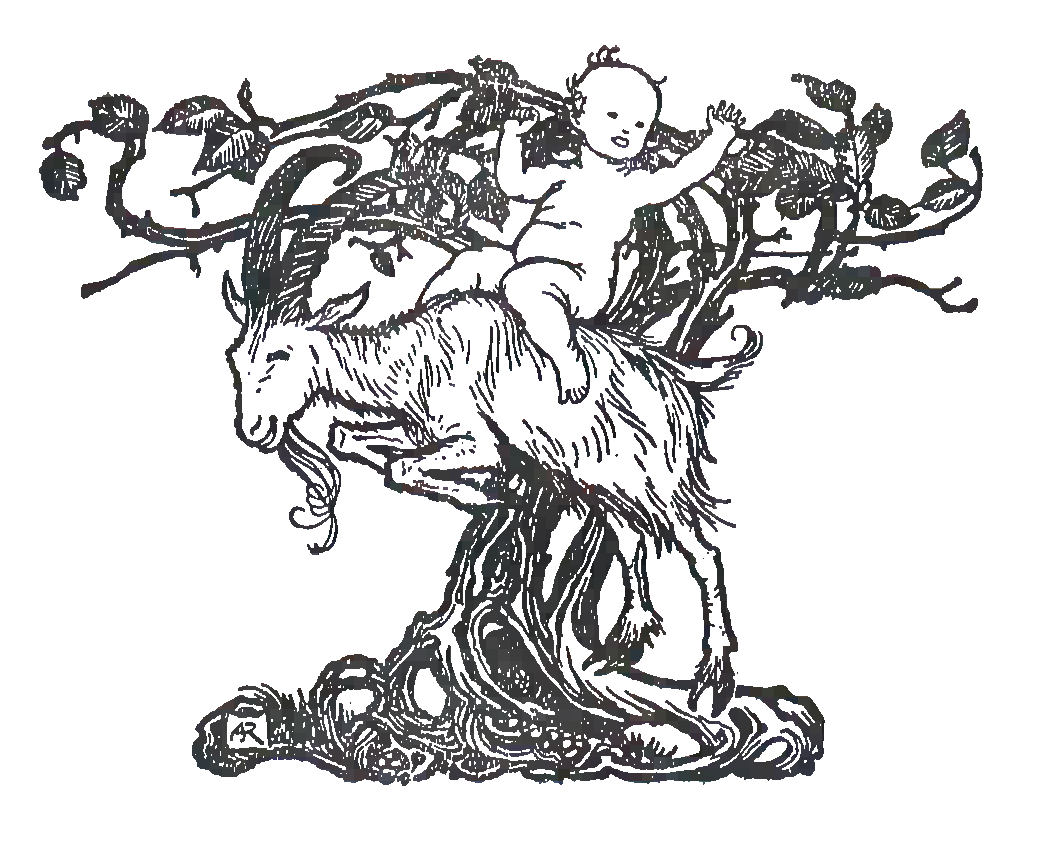
Peter Pan a cavallo della sua capra. Riferimento al Dio Pan e alla natura ambigua e demoniaca del personaggio di Peter.

La tematica principale delle avventure di Peter Pan nei Giardini di Kensington è sicuramente il mito dell'eterna giovinezza e della celebrazione della volontà di non volere crescere. Tema che era già stato dichiaratamente posto come pilastro centrale del dialogo tra Alice e Humpty Dumpty in Attraverso lo specchio di Lewis Carroll : "sette anni e sei mesi. Un'età molto scomoda! Se tu avessi seguito il mio consiglio, ti avrei detto: fermati a sette! Ma ormai è troppo tardi".
Coincidenza vuole che proprio all'età di sette anni, lo stesso James M. Barrie, si sia trovato costretto a sostituirsi, più o meno consapevolmente, al fratello maggiore per consolare la madre per la sua prematura scomparsa. David morì all'età di quattordici anni cadendo con i pattini in un lago ghiacciato. Molti biografi concordano nell'attribuire a questo episodio la "svolta esistenziale" dello scrittore. In questo modo lo scrittore perse irrimediabilmente la sua infanzia, costretto dalla madre ad immergersi nello studio ed aspettandosi da lui un comportamento da persona adulta. Barrie dichiarò:
Ricorre anche qui il mito classico del giardino come salvezza, in grado di compensare la frenetica vita di città. I giardini di Kensington, che dopo l'ora di chiusura si trasformano in un paese delle fate, sono visti come un mondo magico e sovrannaturale a sé stante. Lo scrittore troverà spesso consolazione nelle passeggiate nei Giardini di Kensington insieme al suo cane sanbernardo Porthos. Durante queste incontrerà cinque bambini, a cui lui si affezionerà molto (George, jack, Peter, Michael e Nico - vedi bambini Llewelyn Davies) e che saranno di ispirazione per la stesura delle avventure di Peter Pan. Lo stesso George (George Llewelyn Davies), ribattezzato David, avrà un importante ruolo in L'uccellino bianco e in Peter Pan nei Giardini di Kensington, romanzi basati sul rapporto tra il narratore e David, "il bambino che mi chiama padre".
Il mito dell'infanzia e la sua apologia, unitamente alla nostalgia del passato e alla paura di invecchiare sono sempre esistiti, ma Barrie ha voluto dire qualcosa di più inquietante. Quello che cerca di esprimere Barrie non è soltanto l'angoscia dopo il parto ma anche quella di trasmettere l'idea di una storia "intensamente funerea": la morte che si contrappone al voler crescere. Peter Pan non è ormai più umano, ma un vero e proprio fantasma, fermo immobile in un limbo oltre il quale si celano gli orrori dell'età adulta.
Peter Pan è l'archetipo dell'infantilismo moderno, e ne rappresenta anche la tragedia (da qui anche il nome della Sindrome di Peter Pan). È infatti impossibile, senza pagare un prezzo altissimo, restare o tornare ad essere bambini. Questo perché non si viene accettati dagli adulti e, soprattutto, perché l'infanzia è un mondo tutt'altro che innocente.
Viene quindi meno anche la visione pura e innocente dell'infanzia. Peter Pan viene descritto come un bambino insieme dolcissimo e senza cuore, con delle caratteristiche che lo accomunano ad un demone. "Non vi traspare il demone che è in Peter" esclamò Barrie all'inaugurazione della statua dedicata all'eterno bambino, nei giardini di Kensington. Oltre al nome, Peter ha molti punti in comune con il dio Pan, dio dalla duplice natura umana e animale. Il flauto a più canne (detto appunto flauto di Pan) suonato con gran maestria da Peter Pan e il suo andare a cavallo di una capra sono dei simboli evocativi di ciò.

## Personaggi

### Peter Pan

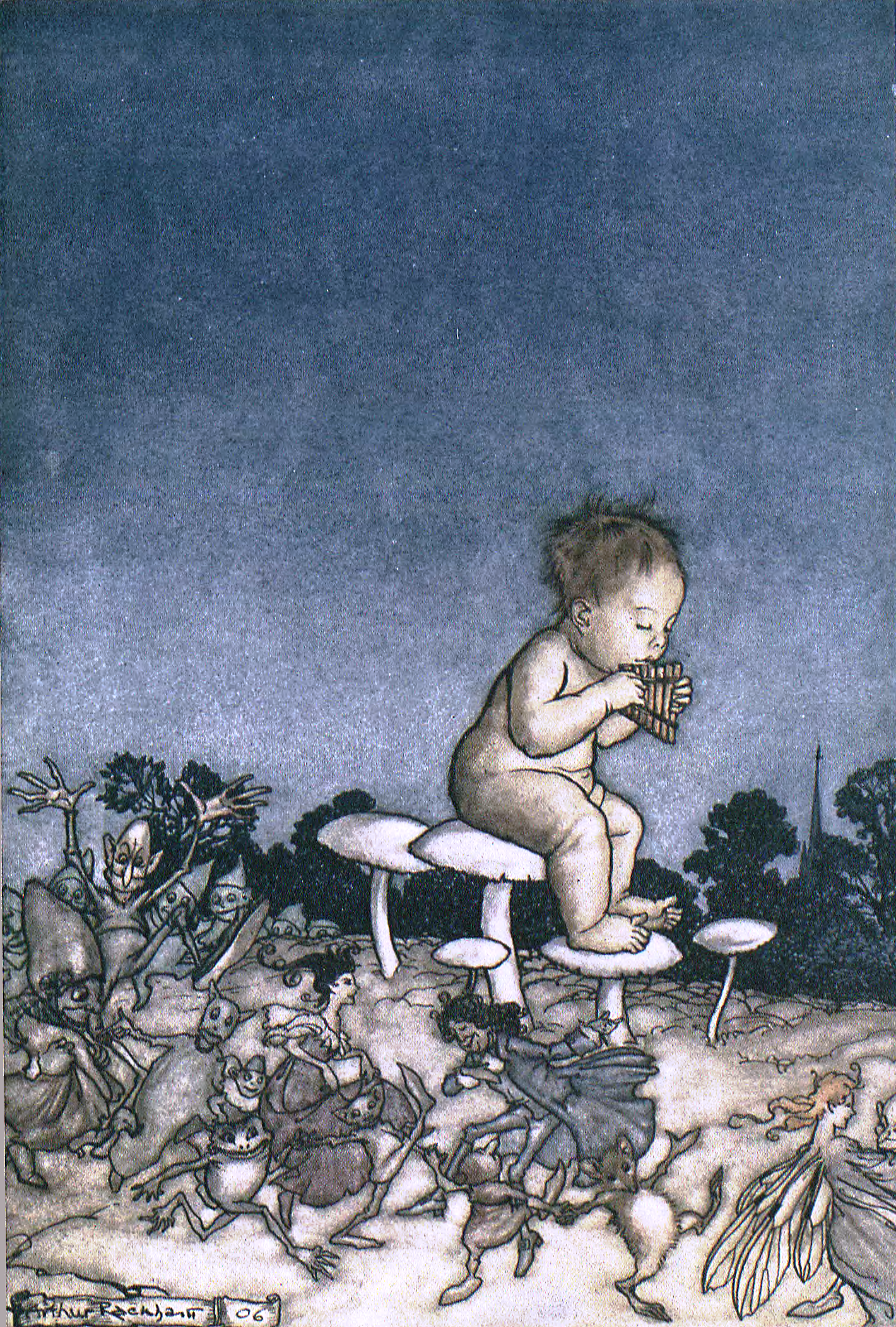
Peter Pan. Contrariamente al seguito Peter e Wendy (in cui è adolescente), il bambino ha solo sette giorni di età.

- Peter Pan – In questo primo libro, Peter ha solo sette giorni di vita, e come tutti i neonati è per metà un uccello e per metà essere umano; per questo, quando sua madre lascia inavvertitamente una finestra aperta, lui riesce a volare via dalla sua casa di Londra per tornare nei Giardini di Kensington. Qui Salomone gli spiega che non è più né un uccello né un bambino, è un mezzo-mezzo (o "traquestoequello"). Questo farà sì che Peter non possa più invecchiare. Nel secondo libro, Peter e Wendy, Peter dichiarerà di essersi trasferito all'Isola che non c'è per poter stare con i Bambini Perduti.
- La madre di Peter – Viene descritta da Barrie come una bella donna dai capelli castani. La prima volta che Peter torna a farle visita, essa dorme nel letto con aria triste, lasciando la finestra spalancata in attesa del ritorno di suo figlio. Quando Peter deciderà tornare di nuovo da lei, e questa volta per sempre, sarà troppo tardi; la troverà al di là di una finestra sprangata e in compagnia di un nuovo bambino.
- Bambino : appare brevemente quando Peter scopre che è stato sostituito: è il nuovo bebe di sua madre.

### Famiglia Mannering

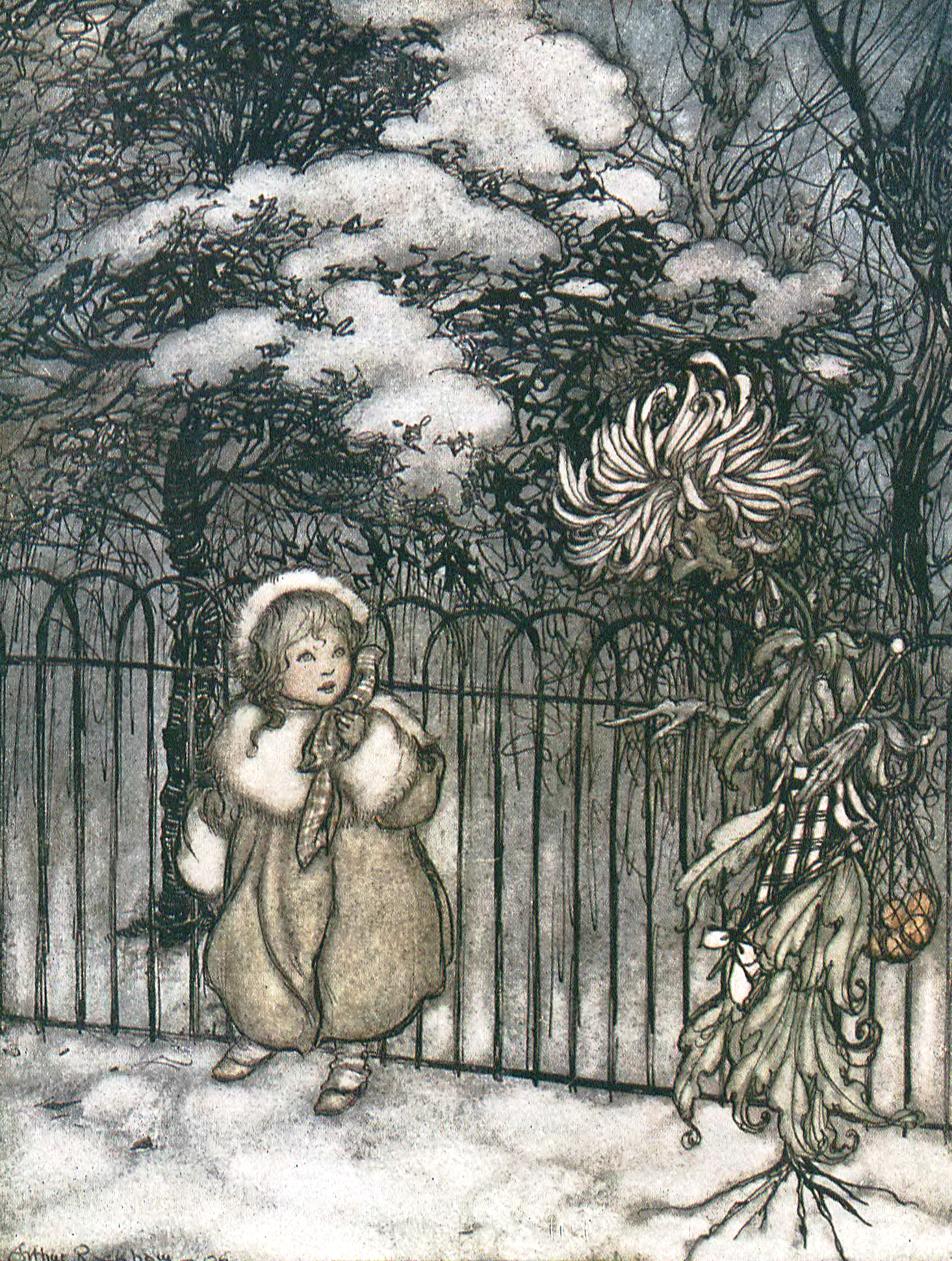
Maimie Mannering.

- Maimie Mannering – descritta da Barrie come una bambina "piuttosto straordinaria" di quattro anni, è considerata il predecessore letterario di Wendy[13],in quanto sarà la prima ragazza per cui Peter proverà qualcosa . Riesce a rimanere all’interno dei Giardini di Kensington anche dopo l’orario di chiusura, e pur essendo felice del suo tempo trascorso nei giardini di Kensington e del suo nuovo sentimento di amicizia e ammirazione per Peter (tanto che Peter chiederà di sposarla per averla per sempre con sé), Maimie realizza ben presto che sua madre avrebbe molto sofferto la sua mancanza, quindi decide di tornare a casa. Anche quando cresce, continua a pensare a Peter, omaggiandogli regali e lettere. In ricordo di Maimie, Peter cavalca la capra che lei gli aveva regalato.
- Tony Mannering – bambino di sei anni inizialmente molto ammirato dalla sorella Maimie (che tenta più volte di imitarlo), prima che la deludesse disattendendo la sua promessa di rimanere nei giardini di Kensington oltre l’orario di chiusura.
- Tata Ayah – governante di colore con il compito di badare ai due fratelli Mannering.
- Mamma Mannering – Madre di Maimie e Tony che ama l’arte e si interessa di versi. È lei a suggerire a Maimie di regalare a Peter una capra, la stessa capra che la sorella usava per terrorizzare il fratello di notte.

### Abitanti dei giardini

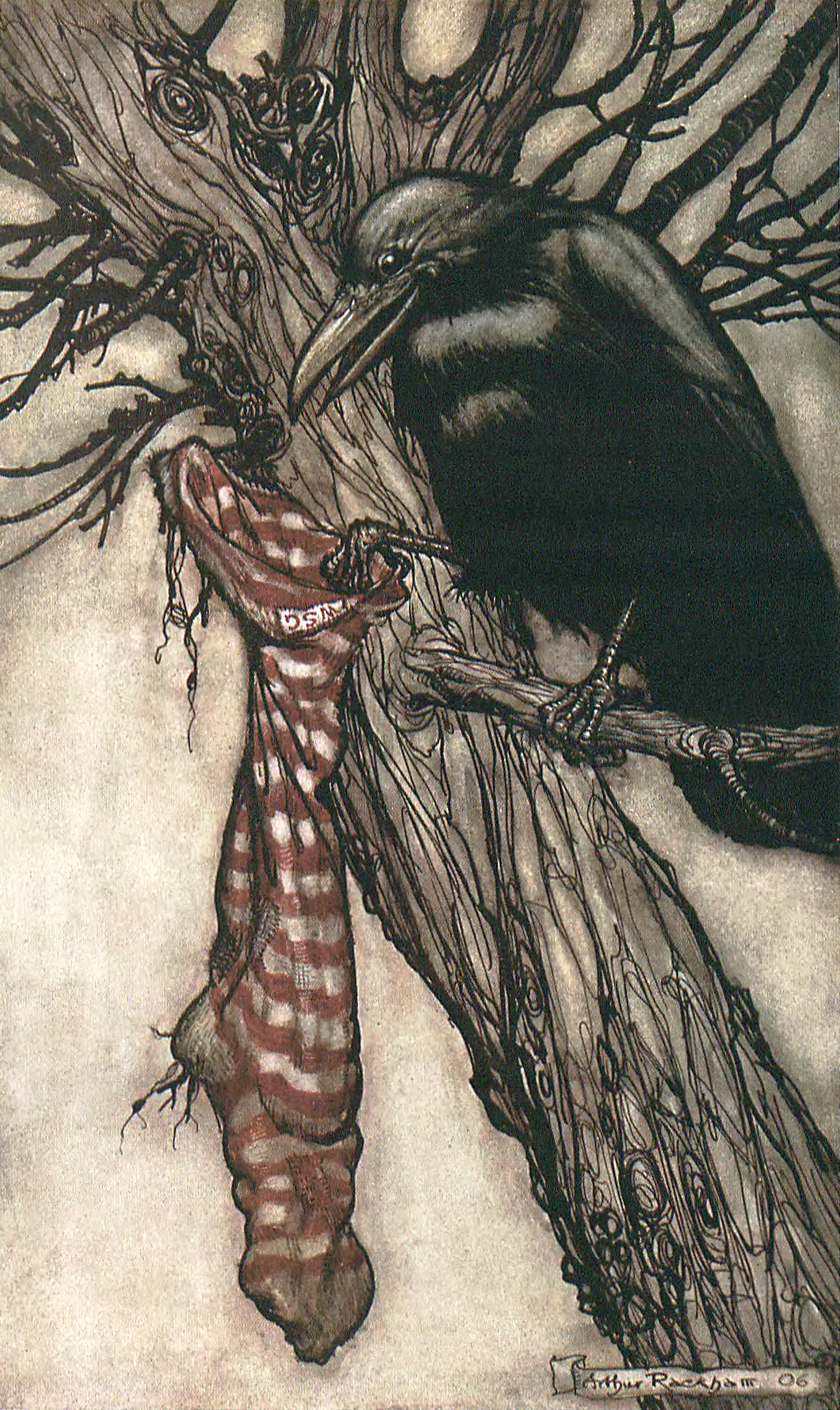
Il corvo Salomone Cra.

- Corvo Salomone Cra (or. crow Solomon Caw) – Custode dell'Isola degli Uccelli. A lui le donne indirizzano lettere supplichevoli: desiderose di diventare madri chiedono a Salomone i figli per loro più belli. E Salomone dirige stormi di fringuelli, tordi e passeri nelle case di Londra, a diventare bambini. Quando Peter ritorna volando sull'isola, Salomone gli rivela che non è più un uccello, ma più simile ad un umano – definendolo "Traquestequello" ("Betwixt-and-Between"). Peter Pan impara da Salomone i costumi degli uccelli (tra cui la capacità di difendersi dal freddo) e si guadagna la sua eterna amicizia regalandogli un penny, questo spingerà il corvo ad aiutarlo a convincere I tordi a costruirgli un nido, e poterlo usare come imbarcazione per attraversare il lago Serpentine.
- Regina Mab (or. Queen Mab) – Regina delle fate che, incantata dal suono del flauto di Peter, decide esaudire il suo desiderio di volare di nuovo per poter tornare di nuovo da sua madre. Il personaggio della Regina Mab apparve per la prima volta nel dramma di Shakespeare Romeo e Giulietta, per poi ricomparire anche in altre opere della letteratura del XVII secolo, e successivamente in varie forme nella poesia, nella drammaturgia e nel cinema).
- Brunella (or. Brownie) – Fata di modeste origini (una povera cantatrice di strada) che, nel punto di affogare in una pozzanghera, viene salvata da Maimie. Da allora la fata le sarà sempre riconoscente e la salverà a sua volta dalla furia delle fate, dopo esser diventata duchessa (sposando Il duca delle stelle di natale) grazie agli incoraggiamenti di Maimie.
- Il duca delle stelle di natale (or. Duke of Christmas Daisies) – Fata di nobili origini con il cuore afflitto dal male del ghiaccio, che consiste nell'incapacità di amare. La regina Mab organizza un grande ballo per poter trovare la giusta fata che possa curare il suo cuore: questa sarà l'umile Brunella.
- Amorini – Sono un insieme di mitiche creature associate all'amore divino e alla sessualità, spesso presenti all'interno della poesia e della letteratura. La Regina Mab aveva ordinato a queste creature di portare delle berrette da matti coi sonaglini attaccati, finché non fossero riusciti a fare sgelare il cuore ghiacciato del Duca.
- Uccelli – Animali che hanno un importante ruolo in questo romanzo e che abitano i giardini di Kensington. Alcuni di loro sono destinati a diventare umani, proprio come Peter. Si incontrano passeri, fringuelli (tra cui la sig.ra Kate Fringuelli), tordi (che aiutano Peter a costruire il nido/imbarcazione) e corvi (vedi Corvo Salomone Cra).
- Piante – Anche le piante dei Giardini di Kensington, dopo l’orario di chiusura, prendono vita (tra questi si annoverano i Fichi di David, gli olmi che camminano, gli agrifogli di Minorca, i lillà, i sambuchi, i salici piangenti - che fungono da ombrelli, i meli cotogni, i crisantemi, ecc…)

### Visitatori dei giardini

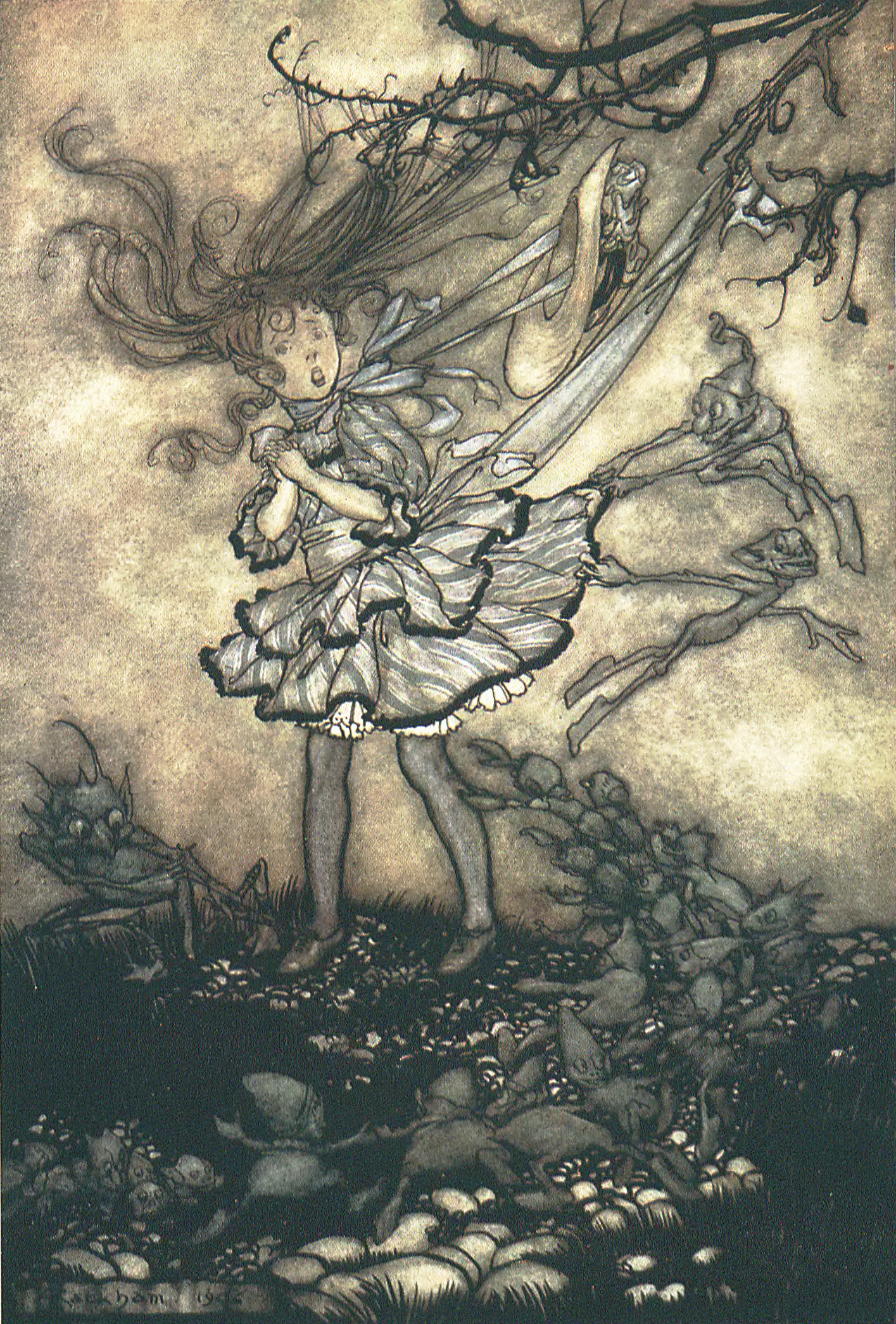
Bambino Perduto che viene aggredito dalle fate maligne.

Nel libro non viene descritta solamente la vita nei giardini dopo l’orario di chiusura, ma anche durante le ore di apertura al pubblico. Diversi sono i personaggi, in gran parte ispirati a persone reali conosciute da Barrie, che fanno la loro comparsa nel romanzo: Mabel Grey, Cecco Hewlett, Marmaduke Perry, Malcom, Angela Clare, Mr Salford, Jenny Scriccioli, Oliver Bailey. Barrie nomina come suoi compagni di passeggiate, David (bambino realmente conosciuto dallo scrittore e già apparso in L'uccellino bianco, oltre che accreditato come ispiratore della storia di Peter Pan) e Porthos, il suo cane sanbernardo (che ispirerà anche la scrittura del personaggio Nana, in Peter e Wendy).
- Bambini Perduti – I Bambini Perduti non sono altro che bambini che sono caduti per sbaglio dalla carrozzina, o che si sono persi nei giardini, e che sono rimasti all'interno dei giardini dopo l'orario di chiusura. Diversi possono essere i loro destini al suo interno: morire di freddo, venire aggrediti dalle fate maligne oppure essere soccorsi in tempo da Peter Pan, che provvederà a trasportare i bambini all'interno di una casetta magica costruita dalle fate per proteggerli dal freddo. La casetta, costruita per la prima volta per salvare la vita a Maimie, viene ricostruita ogni notte feriale (ogni notte in cui non ci sia il grande ballo delle fate) per paura che ci sia qualche piccolo essere umano perduto nei giardini. Nel caso in cui Peter arrivi troppo tardi e li trovi già morti, provvede egli stesso a procuragli un'adeguata sepoltura. Questo sarà il caso dei due bambini Phoebe Phelps e Walter Stephen Matthews, le cui lapidi sono realmente visibili ancora oggi nei giardini (anche se in realtà sono dei cippi di confine, vedi paragrafo "Ambientazione"). Dopo l’episodio del salvataggio di Maimie, le fate buone costruiscono una cassetta attorno a chi la notte, essendosi perso, rischia di morire di freddo. Solo chi ci dorme dentro è in grado di poterla vedere con i propri occhi. Sarà solo nel secondo libro che si introdurrà la regola del fatto che, se dopo sette giorni non vengono reclamati dai propri genitori, i Bambini Perduti vengono inviati all'Isola che non c'è.

## Collegamenti con il seguito,Peter e Wendy

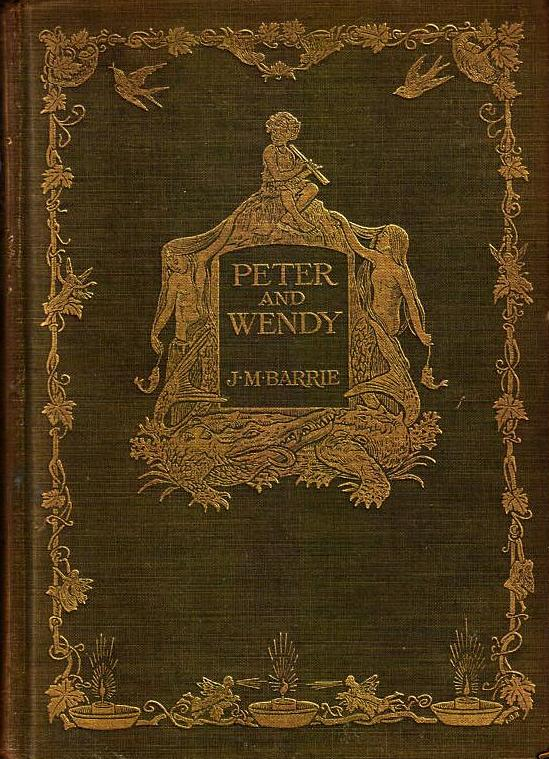
Copertina della prima edizione del seguito di Peter Pan nei Giardini di Kensington, intitolata Peter e Wendy e pubblicata nel 1911.

La trama del romanzo Peter Pan nei Giardini di Kensington risale al 1902 (quando fu pubblicata in alcuni capitoli del libro L'uccellino bianco), mentre la trama di Peter e Wendy risale al 1904, quando venne messa in scena attraverso l'opera teatrale intitolata Peter Pan; o, Il bambino che non voleva crescere. Nonostante le due storie godano di una certa autonomia e possano esser lette anche non consecutivamente, diversi sono gli elementi e persino parti di trama che li accomunano e che li rendono parte dello stesso universo.
- In entrambi i libri, Peter Pan non invecchia neanche di un giorno. Tuttavia mentre nel primo libro Peter ha solo sette giorni, nel secondo è un adolescente di 12-13 anni (della stessa età di Wendy Darling).
- Nel primo libro viene descritto nel dettaglio la genesi del personaggio di Peter Pan (bambino a metà strada tra un umano e un uccello - lo stadio che precede quella del neonato), che nel seguito viene solo accennata. Nel secondo libro, Peter dichiara solamente di aver vissuto per un periodo nei Giardini di Kensington, luogo in cui si è rifugiato subito dopo esser volato via di casa (e dove è interamente ambientato il primo libro), per poi trasferirsi nell'Isola che non c'è, insieme ai Bambini Perduti.
- Peter, nel romanzo, fa accenno a Wendy del senso di tradimento provato dalla madre, quando la vide dormire nel letto con un altro bimbo.
- I Bambini Perduti fanno la loro prima comparsa in Peter Pan nei Giardini di Kensington, ma non si fa alcun accenno all'Isola che non c'è. I Bambini Perduti non sono altro che bambini che sono caduti per sbaglio dalla carrozzina e che sono rimasti all'interno dei giardini dopo l'orario di chiusura. Diversi possono essere i loro destini al suo interno: morire di freddo, venire aggrediti delle fate maligne oppure essere soccorsi in tempo da Peter Pan e quindi tornare dai propri genitori. Nel caso in cui Peter arrivi troppo tardi e li trovi già morti, provvede egli stesso a procuragli un'adeguata sepoltura. Sarà solo nel secondo libro che si introdurrà la regola del fatto che, se dopo sette giorni non vengono reclamati dai propri genitori, i Bambini Perduti vengono inviati all'Isola che non c'è.
- In entrambi i libri, la dipartita dei protagonisti da casa avviene tramite il volo da una finestra. Ciò che distingue la storia di Peter Pan dalla storia di Wendy e dei suoi fratelli è che, al suo ritorno, Peter ha trovato la finestra sprangata e la propria madre con in braccio un altro bambino. Nonostante avesse trovato in un primo tempo la finestra aperta, Peter aveva procrastinato per troppo tempo il momento del suo ritorno a casa.
- In entrambi i libri sono presenti creature come uccelli e fate. In entrambi i libri le fate vengono descritte come essere ambigui, buoni e maligni: "Le fate possono essere soltanto una cosa o l'altra, e non tutte e due insieme perché, essendo così piccole, hanno spazio sufficiente per ospitare un solo sentimento alla volta. Naturalmente possono cambiarlo via via, però devono cambiarlo per intero"[16].
- Nel primo libro, fa la sua apparizione per la prima volta il nido di tordo, che servì a Peter per attraversare il laghetto della Serpentine. Questo perché i nidi di tordo hanno la particolarità di essere impermeabilizzati dall'argilla. In Peter e Wendy, fa di nuovo la sua comparsa il nido di tordo nell'Isola che non c'è, che aiuterà Peter ad attraversare la laguna delle sirene. In Peter e Wendy il tordo sostituirà il suo nido con un cappello; da qui spiegazione di Barrie sulla ragione della somiglianza dei nidi di tordo ai cappelli.
- Maimie può essere considerata il predecessore letterario di Wendy[13]. Come Wendy, si innamora di Peter (e l'amore in questo caso sarà ricambiato dallo stesso Peter che avrebbe voluto anche sposarla), ma deciderà allo stesso modo di voler crescere e andare avanti per la sua strada. Da notare che anche Moira ha un fratello come Wendy: Tony. Mentre Wendy ha come fratelli John e Michael.
- Quando Maimie, durante l'inseguimento delle fate che la vogliono aggredire, cade stanca e stremata sulla neve addormentandosi, viene salvata dell'amica fata Brunella (o Brownie). Questa spiega alle altre fate di essere una sua amica e di essere stata aiutata da questa a diventare la moglie del Duca delle Stelle di Natale. Preso atto di ciò e intimorite dal fatto che la bambina possa morire per il freddo, tutte le fate decidono di aiutarla costruendole una piccola casa attorno. Una dinamica simile avviene quando, intorno a Wendy, dopo essere stata colpita a morte da uno dei Bambini Perduti, viene costruita la stessa piccola casa.
- Tra Peter e Maimie avviene quasi l'esatto scambio di battute che avviene tra Peter e Wendy durante la scena del bacio. C'è lo stesso scambio di "bacio" (che è poi un ditale per non umiliare Peter, che non sa cosa sia un bacio), e poi la richiesta di scambiarsi un "ditale" (intenso questa volta come un bacio vero e proprio da parte di Maimie/Wendy).

## Influenza nella cultura di massa
Negli anni settanta la cantante italiana Patty Pravo interpretò una cover del brano Walk on the Wild Side di Lou Reed intitolata I Giardini di Kensington; come il titolo stesso suggerisce, il testo italiano non traduce quello originale, ma è creato ex novo ispirandosi all'opera di Barrie, della quale costituisce in effetti un breve riassunto.